# Schizocolea linderi
Schizocolea linderi là một loài thực vật có hoa trong họ Thiến thảo. Loài này được (Hutch. & Dalziel) Bremek. miêu tả khoa học đầu tiên năm 1951.